# HD 41004
HD 41004 A ist ein 138,68 Lichtjahre entfernter später Hauptreihenstern mit einer Rektaszension von 05h 59m 49s und einer Deklination von −48° 14' 22". Er besitzt eine scheinbare Helligkeit von 8,65 mag.
Im Jahre 2004 entdeckte S. Zucker einen extrasolaren Planeten, der diesen Stern umkreist. Dieser trägt den Namen HD 41004 A b. Weiterhin befindet sich in diesem System auch ein zweiter Stern, ein Roter Zwerg mit dem Namen HD 41004 B, der HD 41004 A umkreist. Dies macht dieses System zu einem Doppelstern.